# Amstel Hotel
Het Amstel Hotel (officieel InterContinental Amstel Amsterdam) is een luxueus hotel in Amsterdam. Het gebouw staat aan het Professor Tulpplein 1, aan de Amstel, vlak bij de Sarphatistraat. Het hotel was de eerste logeergelegenheid op internationaal niveau in Amsterdam. Het was in 2006 nog steeds het enige Nederlandse hotel in de hotelclassificatie van het gezaghebbende 'World's Best Hotels' van het beleggerstijdschrift Institutional Investor. Het Amstel Hotel stond in die lijst op de 44e plaats.
Het Amstel Hotel was onderdeel van de hotelketen InterContinental Hotels die het in 2006 verkocht aan Morgan Stanley. In 2011 werd het eigendom van de Libanese zakenman Toufic Aboukhater en in 2014 werd het overgenomen door Katara Hospitality uit Qatar. Het beheer blijft in handen van InterContinental Hotels Group.

## Geschiedenis

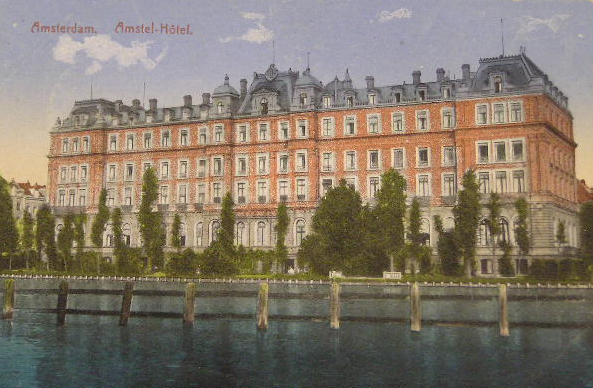
Het Amstel Hotel omstreeks 1923

Het U-vormige gebouw kwam tot stand in opdracht van Samuel Sarphati (1813 - 1866) in 1863. De bekende arts Sarphati wees de gemeente Amsterdam enerzijds op de behoefte aan een groot eerste klas hotel voor de stad, en wilde anderzijds de werkloosheid tegen gaan met dit aanzienlijke bouwproject. Het hotel werd ontworpen door Cornelis Outshoorn (1812 - 1875), de architect van het Paleis voor Volksvlijt en de eerste architect in Nederland van een dergelijk luxe hotel. De gevelindeling is goed te vergelijken met het stadhuis van Parijs. De oorspronkelijke hoofdfaçade was gepland aan de boulevard, die nu Sarphatistraat heet, maar is vóór de bouw een kwartslag gedraaid met het uitzicht op de Amstel en het Paleis voor Volksvlijt. Daarvoor was op die plaats het Ooster-Blokhuis, één van de bolwerken van de 17e eeuwse vestingwerken van Amsterdam rondom de stad. Deze ligging werd tevens gekozen door de nabijheid van het  Weesperpoortstation. Ondanks problemen met de financiering -mede door het overlijden van de opdrachtgever- werd in maart 1866 de Amstel Hotel Maatschappij opgericht, waarna op 26 april 1866 de eerste steen wordt gelegd. De bouw voorloopt spoedig en het hotel wordt in de zomer van 1867 in gebruik genomen. Hoewel in de oorspronkelijke bouwplannen vier vleugels waren voorzien, is het bij één vleugel gebleven.
Aanvankelijk werd er gebruik gemaakt van gasverlichting, maar in 1892 volgt de eerste verbouwing waarbij in het hele hotel elektricteit wordt aangelegd. In 1899 volgt opnieuw een verbouwing, waarbij de zijvleugels met één verdieping worden verhoogd, waarna nog enkele andere verbouwingen hebben plaatsgevonden. Daarbij verdween dan wel heel veel van de inventaris -zoals het asbakje op bijgaande foto- wat vaak geveild wel ten gunste van goede doelen. In 1992 wordt het hotel opnieuw -na een twee jaar durende verbouwing- heropend.
Het Amstel Hotel is anno 2012 een vijfsterrenhotel met 55 kamers en 24 suites. Verder zijn er een bar, een brasserie, een restaurant, een fitnessruimte en een zwembad, dat ook door buitenstaanders gebruikt mag worden.

## Restaurant La Rive
La Rive was tot 2020 een restaurant in het Amstel Hotel met twee Michelinsterren. De laatste chef-kok was Roger Rassin, die in 2008 de leiding overnam. Voormalige chef-koks zijn onder meer Robert Kranenborg (1992-2000) en Edwin Kats (2000-2008). Na de sluiting van La Rive opende het Amstel Restaurant.

## Gasten

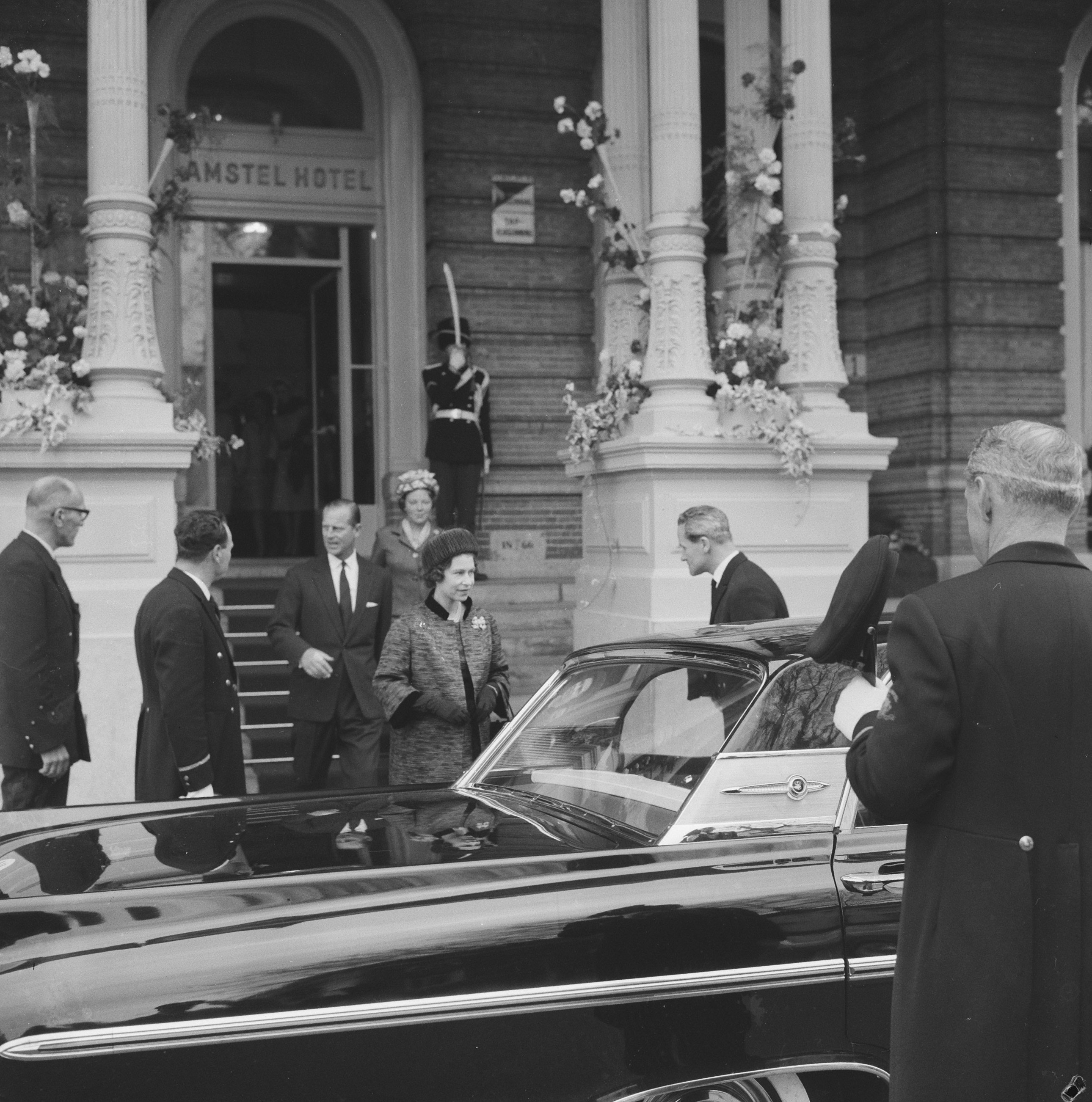
Koningin Elizabeth verlaat het Amstel Hotel, 3 mei 1962

In het begin kwam het toerisme langzaam op gang, en leek de investering nooit te worden terugverdiend. Redding bracht de vestiging van dr. Johann Georg Mezger in het hotel, die aan de basis stond van de fysiotherapie. Hij oefende er zijn praktijk uit van 1870 tot 1888. Als pionier van het vakgebied en bekwaam behandelaar bereikte hij al gauw grote bekendheid. Zijn faam werd versterkt doordat hij een groeiend aantal aristocratische patiënten behandelde. Het Amstel Hotel werd een kuuroord voor voorname koninklijke en adellijke gasten uit de hele wereld.
Vanaf 1958 was Theo Wijnen veertig jaar lang de pianist van het hotel, dat gasten ontving als de Britse koningin Elizabeth, Henry Kissinger, Audrey Hepburn en Steven Spielberg. De popsterren The Rolling Stones en Rihanna verblijven er regelmatig wanneer ze in Nederland zijn.
Drugsbaron Klaas Bruinsma woonde een tijdje in een suite van het hotel, samen met zijn lijfwacht Charlie da Silva.
Tijdens het huwelijk van prins Willem-Alexander met Máxima Zorreguieta in 2002 was het Amstel Hotel de verblijfplaats van veel koninklijke gasten. De Royal Suite was gereserveerd voor koningin Margrethe II van Denemarken. Tijdens de troonswisseling in 2013 vonden veel koninklijke gasten eveneens onderdak in het hotel.

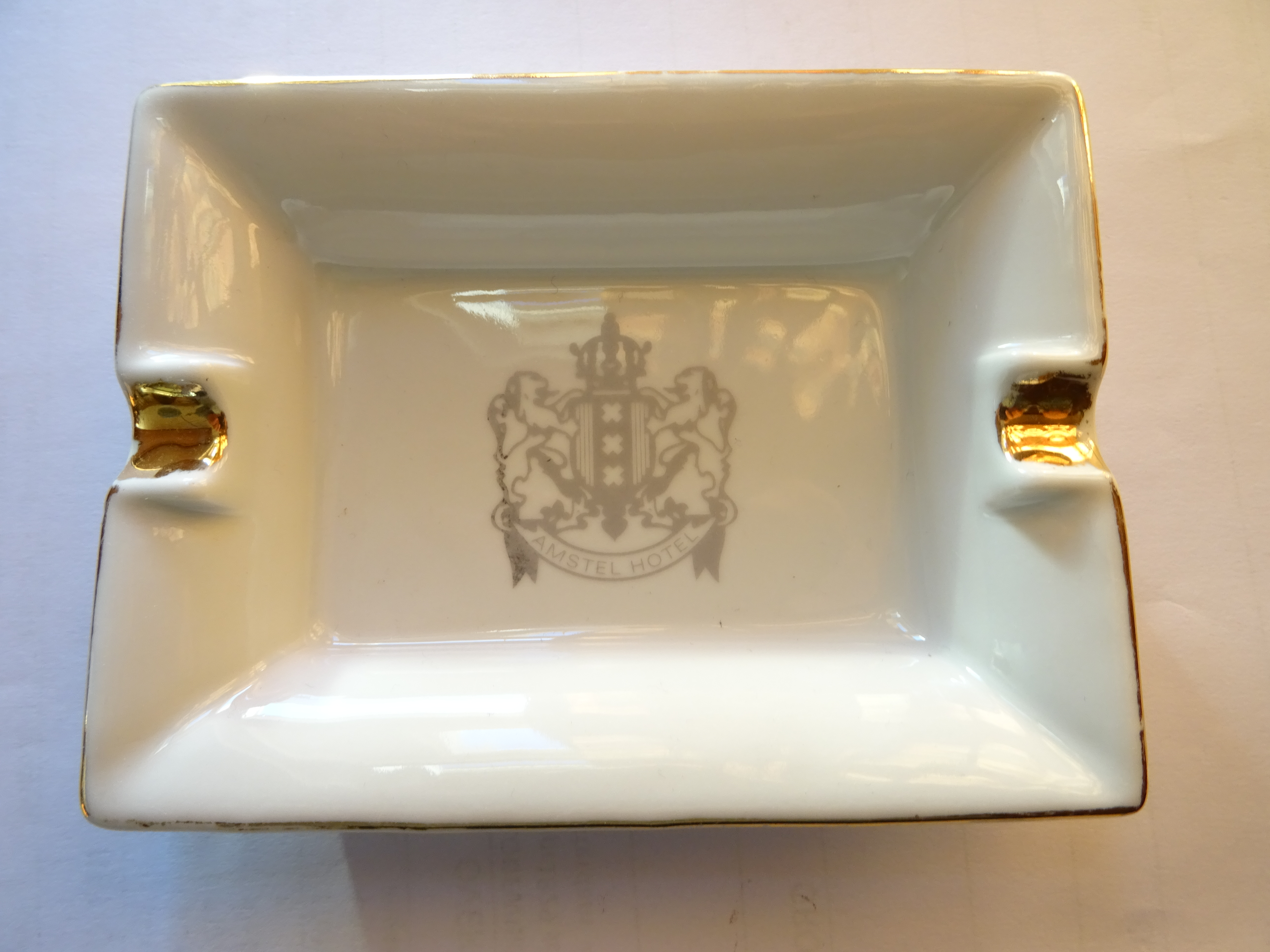
Een asbakje uit het Amstel hotel van vóór de grote verbouwing